# 이광정 (1714년)
이광정(李光靖, 1714년 3월 8일 ~ 1789년 7월 25일)은 조선 중기 문신이다. 본관은 한산(韓山), 자는 휴문(休文), 호는 소산(小山)이며, 퇴계 이황의 학풍을 계승하였다.
1783년(정조 7년)에 학행으로 천거되어 온릉 참봉이 되고 사포서 별제에 올랐으며, 사후 참판에 추증되었다. 친형인 이상정과 함께 경상도 남인(南人) 계열의 중심이 되었다.
1792년에 이광정의 아들 이우가 소두(疏頭)가 되어 1만 57명이 연명한 사도세자의 신원(伸寃) 상소인 영남만인소를 올렸다.

## 경력
- 1714년(숙종 40년) 3월 8일, 출생
- 1783년(정조 7년) 3월 27일, 온릉(溫陵) 참봉(參奉)
- 1784년(정조 8년) 8월 2일, 동몽교관(童蒙敎官)
- 1785년(정조 9년) 3월, 사과(司果)
- 1785년(정조 9년) 5월, 승의랑(承議郞) 사포서(司圃署) 별제(別提)
- 1789년(정조 13년) 7월 25일, 사망

## 가족 관계
- 증조부 : 이효제(李孝濟), 정5품 통덕랑
  - 조부 : 이석관(李碩觀), 정5품 통덕랑[2]
    - 양부 : 이지화(李志和)
    - 양모 : 광산(光山) 김씨(金氏), 정5품 통덕랑 김사국(金師國)의 딸
      - 본인 : 이광정, 정6품 승의랑(承議郞) 사포서(司圃署) 별제(別提)
      - 아내 : 의성(義城) 김씨(金氏, 1713년 ~ 1756년), 학봉 김성일(金誠一)의 6세손 김랑현(金良鉉)의 따님
        - 장자 : 이우(李㙖, 1739년 ~ 1811년), 의릉(懿陵) 참봉(參奉)[3]
          - 손자 : 이병탁(李秉鐸, 1760년 ~ 1832년)
          - 손자 : 이영만(李永萬), 숙부 이도의 양자로 감

        - 차자 : 이도(李壔)
        - 장녀 : 사위 장수훈(張壽勛)
        - 서자 : 이급(李圾)

    - 친부 : 이태화(李泰和, 1676년 ~ 1748년)
    - 친모 : 재령(載寧) 이씨(李氏), 이현일(李玄逸, 1627년 ~ 1704년)의 후손 이재(李栽)의 딸
      - 첫째형 : 이후정(李後靖, 1700년 ~ 1767년)
      - 둘째형 : 이헌정(李憲靖, 1709년 ~ 1732년)
      - 셋째형 : 이상정(李象靖, 1710년 ~ 1781년), 정3품 예조참의, 증 이조판서, 시호 문경(文敬)
      - 본인 : 이광정 (20세에 종조숙부 이지화의 양자가 됨)

1. ↑  나중에 경빈(景實)으로 자를 고쳤다.
2. ↑  송근수(宋近洙, 1818년 ~ 1903년)의 문집 《입재집》에 수록된 이광정의 묘갈명 〈소산이공묘갈명(小山李公墓碣銘)〉에는 이석망(李碩望)으로 기재됨
3. ↑  자는 치춘(穉春), 호는 면암(俛庵)이다. 1900년(고종 37년) 8월 18일에 종2품 가선대부 내부 협판이 추증되었다.